# 다라촌 (가고시마현)
다라촌(일본어: 太良村)은 일본 가고시마현 히시카리군에 설치되었던 촌이다. 현재의 이사시에 해당한다.

## 참고 문헌
- 角川日本地名大辞典編纂委員会,『角川日本地名大辞典 鹿児島県』1983, 角川書店